# Rohaciîn, Berejanî
Rohaciîn (în ucraineană Рогачин) este localitatea de reședință a comunei Rohaciîn din raionul Berejanî, regiunea Ternopil, Ucraina.

## Demografie
Componența lingvistică a localității Rohaciîn
     Ucraineană (100%)
Conform recensământului din 2001, toată populația localității Rohaciîn era vorbitoare de ucraineană (100%).